# たからさがし
『たからさがし』は、中川李枝子（文）・大村百合子（絵）による日本の絵本。1964年に福音館書店の雑誌『こどものとも』に発表された。単独の絵本としては発表から30年後の1994年に刊行されている。

## あらすじ
男の子のゆうじは、ある日屋外で「魔法の杖」のような素敵な棒を見つける。自分のものにしようとしたが、同時に棒を見つけたうさぎのギックも「自分のものだ」と言って譲らない。二人は勝負を付けようと、かけっこや幅跳びや相撲で対戦したが決着が付かなかった。そこで、ギックのおばあちゃんに相談すると、「宝探し」で決めるよう提案される。宝を探しに外に出た二人はさきほどの棒を同時につかんでギックのおばあちゃんのもとに届けた。棒を杖にして楽に歩けるようになったおばあちゃんは二人を抱きしめて喜び、お礼にお菓子とお茶をごちそうするのだった。

## 書誌情報
- 作：中川李枝子・絵：大村百合子『たからさがし』福音館書店、1994年3月10日。ISBN 483401231X。

## アニメ版
スタジオジブリが三鷹の森ジブリ美術館用に製作した短編アニメーション映画。2011年公開、上映時間は約9分。カラー作品。企画・構成は宮崎駿が務める。

### スタッフ
- 製作：星野康二
- 企画、構成：宮崎駿
- 演出アニメーター：稲村武志
- 音楽：未知瑠